# Пунтоне

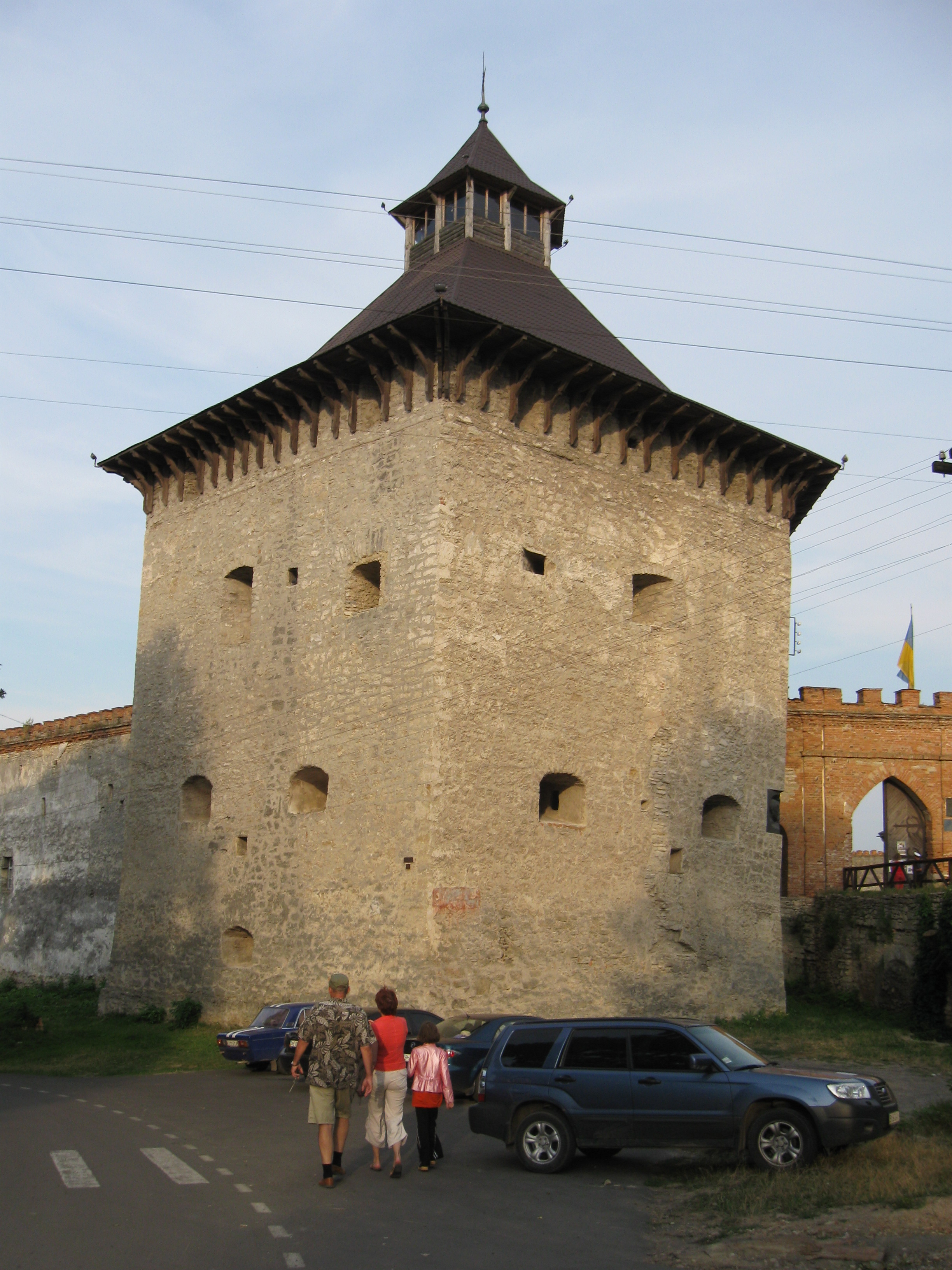
Лицарська вежа Меджибізького замку

Пунтоне (італ. puntone — «вертикальна балка, стійка») — фортифікаційний елемент італійського походження доби Ренесансу та ранньомодерного часу, перехідна форма між артилерійською баштою та бастіоном. Пунтоне являє собою п'ятигранну башту, звернену гострим кутом у напільний бік, з товстими мурами, що були здатні протистояти гарматному вогню. Зазвичай, має кілька ярусів, на яких розташовувалися гармати. Пунтоне з'явились в Італії у другій половині XV ст. Переважну більшість пунтоне за межами Італії збудовано протягом першої половини XVI ст.
Зразками пунтоне на теренах України є: Нова східна башта (1544 р.) Старого замку у Кам'янці-Подільському, північно-західна башта замку у Меджибожі, східна та західна башти замку у Клевані, північно-західна башта замку в Ужгороді.